# Slag aan de Moeresjoel
De Slag aan de Moeresjoel vond plaats omstreeks 335 in het tegenwoordige Roemenië, aan de rivier de Moeresjoel (Mureș), tussen de Vandaalse Asdingen, onder aanvoering van hun koning Wisimar en de Visigoten.

## Achtergrond
In 271 was de vooruitgeschoven provincie Dacia door de Romeinen verlaten, na jarenlang te hebben blootgestaan aan plunderingen door Germaanse volken. Vandaalse en Visigotische stammen hadden zich in het vrijgekomen gebied gevestigd. Aan het begin van de vierde eeuw woonden de Visigoten in Bessarabië en de Vandaalse Asdingen in de streek van West-Zevenburgen tot aan de Theiss.
Er was evenwel sprake van een veranderde situatie. De nederlaag die de Goten bij Naissus hadden geleden was zo verpletterend geweest dat zij meer dan een generatie nodig hadden om hiervan te herstellen. Daar kwam bij dat het Romeinse Rijk in die periode krachtig werd bestuurd door keizer Constantijn. Al met al was er een einde gekomen aan de tijd van de grote plundertochten op Romeins gebied. Zowel de Vandalen als de Visigoten ondernamen nog sporadisch strooptochten, die weinig succesvol waren. De Vandalen hadden daarentegen meer te stellen met rondtrekkende volken, die hun gebied in Dacië betwistten hetzij inperkten. In 334/335 vielen de Visigoten, die opnieuw een talrijk volk waren geworden, het gebied van de Vandalen binnen.

## De veldslag
De veldslag tussen de Vandalen en Visigoten schijnt zich te hebben afgespeeld aan de Moeresjoel in het tegenwoordige Zevenburgen, een zijrivier van de Theiss. Ondanks dat koning Wisimar sneuvelde kwamen de Vandalen als winnaars uit de strijd. De Visigoten werden door hen terug gedreven. Niettemin moet het een moeizame overwinning zijn geweest, want een aantal jaren later besluiten de Vandalen naar het Westen te trekken. Omstreeks 340 kregen ze toestemming om zich binnen het Romeinse Rijk te vestigen. Als foederati van de Romeinen werd hun land toegewezen in Oost–Pannonië.